# IC 2337
IC 2337 је спирална галаксија у сазвјежђу Рак која се налази на листи објеката дубоког неба у Индекс каталогу.
Деклинација објекта је + 18° 32' 8" а ректасцензија 8h 23m 20,3s. Привидна величина (магнитуда) објекта IC 2337 износи 14,9 а фотографска магнитуда 15,7. IC 2337 је још познат и под ознакама CGCG 89-10, PGC 23529.